# General Gogol
General Anatol Alexis Gogol é uma personagem fictícia dos filmes de James Bond, que aparece em seis filmes da série cinematográfica. Em todos eles Gogol é o chefe da KGB, o serviço secreto soviético, a exceção do último, 007 Marcado para a Morte, de 1987, quando é um funcionário do Ministério das Relações Exteriores.
Apesar da presunção do público de que se trata de um vilão da era da Guerra Fria, nos filmes passados nesta época Gogol nunca é descrito como um verdadeiro vilão. Quando tem uma participação mais hostil, no máximo é um competidor respeitoso, mas mais frequentemente aparece com um aliado, do MI-6, de M e de James Bond, em busca de uma cooperação entre as nações.
Ele é representado, em todas suas aparições, pelo ator alemão Walter Gotell, que, na franquia de 007 também aparece no segundo filme, Moscou contra 007, de 1963, fazendo outro personagem secundário, Morzeny.

## Filmes
Gogol aparece pela primeira vez no filme 007 O Espião Que Me Amava, de 1977, como um aliado do MI-6. No início do filme ele manda a agente da KGB Anya Amasova recuperar um importante microfilme roubado. Depois, ele e M formam uma aliança e promovem o encontro de Bond e Amasova, mandando-os para um missão conjunta anglo-soviética.
Ele é visto novamente no filme seguinte, 007 contra o Foguete da Morte (1979), falando com oficiais norte-americanos sobre a estação espacial secreta de Hugo Drax, o vilão do filme. Ele os avisa que se a missão dos americanos contra a estação falhar, a União Soviética assumirá a ação.
Em 007 Somente Para Seus Olhos (1981), Gogol quer comprar o comunicador ATAC do vilão Aristotle Kristatos. Quando Bond no fim do filme joga o aparelho da escarpa onde se encontra, para que ele não caia em mãos dos soviéticos, que aparecem liderados por Gogol, ele impede seus homens de matarem 007 e filosofa que a destruição do revolucionário aparelho mantém a política da détente e o relativo status quo pacífico entre as nações.
Em Octopussy (1983), quando o fanático general Orlov propõe a invasão soviética do Oeste, Gogol é a maior voz de oposição ao imprudente plano militar, assegurando que ele provocaria uma guerra nuclear e que a URSS quer a paz e não a guerra. No filme, ele investiga as atividades de traição de Orlov de enfraquecer a OTAN ao mesmo tempo que Bond, mas a morte do traidor Orlov por guardas da Alemanha Oriental no fim do filme o impede de conhecer todos os detalhes do plano. Ele descobre, entretanto, o plano de Orlov de contrabandear as inestimáveis jóias da coroa russa em proveito próprio e pede a Bond que devolva a estrela Romanov, a mais valiosa das jóias roubadas pelo general.
Em 007 Na Mira dos Assassinos (1985), Gogol, na sua última participação como chefe da espionagem soviética,  tenta impedir Max Zorin, um ex-agente da KGB, de destruir o Vale do Silício, na Califórnia. Quando Zorin desafia a ordem de Gogol, ele envia a agente Pola Ivanova para investigar o que Zorin está planejando. Pola rouba uma fita de Bond que mostra Zorin e seus associados combinando seus planos,  quando se encontram numa banheira de hotel, mas leva a Gogol uma fita errada, trocada por Bond. No fim do filme, ele condecora James Bond - que impediu a destrição do Vale,  o que não interessava aos soviéticos, pois eles roubavam as tecnologias de microshipsdesenvolvidas ali - com a Ordem de Lenin, enfatizando que ele era o primeiro cidadão não-soviético a recebê-la.
A última participação de Gogol num filme de James Bond é em 007 Marcado para a Morte, de 1987, em que ele aparece quase ao fim do filme, agora como um diplomata integrante do Ministério das Relações Exteriores soviético. Ele vai com M ao concerto de Kara Milovy, a bond-girl do filme, e oferece à música um visto que lhe permite deixar o bloco oriental se desejar.